# 黒い霧解散
黒い霧解散（くろいきりかいさん）とは、1966年（昭和41年）12月27日に日本の国会（第54回国会）で行われた衆議院解散の俗称。

## 概要
1966年、日本の政界では黒い霧事件と呼ばれる不祥事が相次いでいた。佐藤栄作首相は同年12月の自民党総裁選で再選されるも、多くの批判票が集まった。一方で前回総選挙から既に3年が過ぎており、野党も黒い霧事件の究明を求める一方で早期の解散総選挙実施を求め、国会運営に支障を来たす状況であった。
第53回臨時国会において、自民党総裁選に伴う内閣改造を受けて開催された12月15日の衆参両院本会議での佐藤首相による所信表明演説は野党欠席の中で行われ、与党自民党のみが質問を行い、その中で野党が要求している衆議院解散問題については佐藤首相は「解散は厳粛なものである」と慎重な答弁をした。国会の異常状態を打開するため綾部健太郎衆議院議長が与野党を斡旋したが、解散時期の明示を求める野党に対して自民党が拒否することとなった。一方で新聞を初めとした国民世論は異常国会について佐藤首相と与野党双方に問題があると批判し、政局混迷を解決するには衆議院の解散以外にないとの論調になった。国会が閉会した翌日に佐藤首相は自民党両院議員総会で「いまや解散を真剣に考える段階が来た」と解散の時期が切迫してきたことを明言した。佐藤首相は第54回通常国会の冒頭で解散を行うために、野党に対して党首会談を申し入れ、12月24日に開かれた与野党党首会談において佐藤首相は12月27日の衆議院解散を認める態度を示し、これを受けて野党各党も12月27日に召集される国会にそろって出席することを確約した。
12月27日、第54回国会が召集された初日に佐藤内閣は衆議院を解散した。
翌1967年1月に行われた第31回衆議院議員総選挙では、自民党は微減するも逆風下で予想外の善戦をし、安定多数を維持。佐藤首相は求心力を高め、第2次佐藤内閣を発足させた。

## その他
この解散以降、政権に不祥事が相次ぐ中で打開策として衆議院を解散して総選挙で善戦することで首相の求心力を維持する構想について、この「黒い霧解散」に例えられることがある。